# Platinum (альбом Миранды Ламберт)
Platinum — пятый студийный альбом американской кантри-певицы и автора-исполнителя Миранды Ламберт, изданный 3 июня 2014 года лейблом RCA Nashville. Ламберт приняла непосредственное участие в написании 8 из 16 треков альбома, работая со множеством сессионных музыкантов и авторов песен, а также с приглашёнными исполнителями Little Big Town, The Time Jumpers и Кэрри Андервуд. Диск возглавил американские хит-парады Billboard 200, Top Country Albums (США) и Canadian Albums Chart (Канада), а также получил платиновую сертификацию Американской ассоциации звукозаписывающих компаний (RIAA).
Альбом получил положительные отзывы со стороны музыкальных критиков. 8 февраля 2015 года Platinum был удостоен премии «Грэмми» в категории «Лучший кантри-альбом». Его также назвали лучшим кантри-альбомом 2014 года на церемониях Country Music Association Awards и Academy of Country Music Awards, а музыкальный критик Роберт Кристгау назвал его вторым лучшим альбомом 2014 года.

## История
Ламберт выступила как автор или соавтор для восьми из 16 песен альбома. В записи ей помогали участники кантри-групп Little Big Town («Smokin’ and Drinkin’») и The Time Jumpers («All That’s Left»), кроме того был записан дуэт вместе с кантри-певицей Кэрри Андервуд («Somethin’ Bad»). 
Для продвижения альбома были выпущены четыре сингла: ведущий сингл «Automatic», «Little Red Wagon», «Smokin’ and Drinkin’» и «Somethin’ Bad». Ламберт впервые представила песни из альбома 18 мая 2014 года, исполнив вместе с Кэрри Андервуд песню «Somethin’ Bad» во время шоу церемонии награждения Billboard Music Awards (2014). 4 июня, во время церемонии CMT Music Awards, она исполнила её повторно.
В поддержку Platinum в середине 2014 года она отправилась в концертный тур по Северной Америке, в котором выступали Джастин Мур и Томас Ретт.

## Отзывы
| Совокупная оценка           | Совокупная оценка |
| Источник                    | Оценка            |
| --------------------------- | ----------------- |
| Metacritic                  | 86/100            |
| Оценки критиков             |                   |
| Источник                    | Оценка            |
| AllMusic                    | [ 10 ]            |
| American Songwriter         | [ 11 ]            |
| Cuepoint (Robert Christgau) | A                 |
| Country Weekly              | A                 |
| Entertainment Weekly        | A                 |
| The Guardian                | [ 15 ]            |
| Los Angeles Times           | [ 16 ]            |
| The Oakland Press           | [ 17 ]            |
| PopMatters                  | [ 18 ]            |
| Rolling Stone               | [ 19 ]            |
| Spin                        | 7/10              |
| USA Today                   | [ 21 ]            |

Альбом получил положительные отзывы музыкальной критики и интернет-изданий, включая такие, как Rolling Stone, Entertainment Weekly, Country Weekly, USA Today и другие. На сайте Metacritic, который присваивает нормализованный рейтинг из 100 баллов рецензиям основных изданий, альбом получил средний балл 86 на основе 11 рецензий.
В рецензии, опубликованной на сайте Cuepoint, Роберт Кристгау назвал Platinum самым смелым и совершенным крупнобюджетным альбомом года, демонстрирующим «аполитичный де-факто феминизм в самом лучшем его проявлении». Критик газеты The New York Times Джон Караманика нашёл его «живым, умным и искусным». По его мнению, Ламберт «наконец-то стала утончённой радикалкой, язвительной кантри-феминисткой и артисткой, которая учится широко экспериментировать, но с меньшей резкостью». Стивен Томас Эрлевайн из AllMusic отметил наполнение альбома: современные поп-песни соседствуют с более аутентичным кантри-материалом, что в результате делает пластинку несколько сумбурной и непоследовательной. Уилл Хермс в статье для Rolling Stone писал, что Ламберт включила в свою музыку как традиционные, так и альтернативные элементы кантри.
Дэн Хайман из Spin был менее восторжен, назвав надуманными композиции «Smokin' and Drinkin'» и «Somethin’ Bad», однако признал, что Platinum является добротным и сбалансированным альбомом. Джерри Шрайвер написал в своей рецензии в USA Today: «Хотя кажется, что у неё ещё есть время нагуляться, певица, находящаяся замужем уже три года, вступает в более рефлексивную фазу. Однако её остроумие, юмор и нахальство остаются неизменными». В American Songwriter Джонатан Бернштейн написал, что «Ламберт пробует полдюжины жанров (включая соул, вестерн-свинг, блюз-рок) на шестнадцатитрековом диске, но при этом альбому Platinum удаётся сохранять чёткую направленность и чувство цели. Стоя в одиночестве как правящая королева кантри-музыки, Ламберт хочет, чтобы мы знали, что на вершине одиноко, даже (или особенно) когда вершину делишь с Королём Шелтоном». Также он отметил, что альбом получился неоднозначным тематически и музыкально: с одной стороны, ряд композиций представляют собой дерзкие, но в то же время скромные феминистские песни, посвященные «подводным камням славы и красоты» («Platinum», «Priscilla», «Bathroom Mirror»); другие треки выполнены в более ностальгическим, типичном кантри-стиле («Automatic», «Smokin’ and Drinkin’», «Old Shit»). «То, что ей удаётся сплетать воедино тонкий юмор и саркастическое остроумие с мощными поп-хуками, делает её альбом ещё более впечатляющим» — заключил рецензент.

## Награды и признание
В январе 2025 года альбом занял 48-е место в списке The 250 Greatest Albums of the 21st Century So Far журнала Rolling Stone.
8 февраля 2015 года альбом получил премию «Грэмми» в категории «Лучший кантри-альбом». Также пластинка была признана лучшим кантри-альбомом 2014 года на церемониях Country Music Association Awards и Academy of Country Music Awards, а музыкальный критик Роберт Кристгау назвал его вторым лучшим альбомом 2014 года.  На той же церемонии «Лучшим синглом» признали песню «Automatic» из этого альбома, а сама Ламберт получила награду «Лучшей кантри-исполнительнице». Platinum стал шестым альбомом сольной исполнительницы в истории Country Music Association Awards, получившим награду «Альбом года», а Ламберт стала первой женщиной, удостоившейся этой чести дважды (в 2010 году она победила с альбомом Revolution).

## Коммерческий успех
В июне 2014 года диск Platinum дебютировал на первом месте Billboard с тиражом в 180 000 копий. Альбом стал первым в карьере певицы, возглавившим общенациональный хит-парад США Billboard 200. Также он стал пятым подряд дебютом номер один в чарте лучших кантри-альбомов Top Country Albums, сделав Ламберт первым исполнителем в истории чарта, начавшим свою карьеру с пяти альбомов номер один. К июню 2015 года в США было продано более 716 100 копий альбома.
Успех альбома позволил Ламберт повторить «супружеский рекорд» и это произошло только в 3-й раз в истории Billboard 200. Диск Platinum певицы Миранда Ламберт сделал её и мужа Блейка Шелтона третьей супружеской парой в истории (и 5-й парой с учётом досвадебной жизни), в которых оба супруга имеют сольные альбомы номер один в США (они женаты с мая 2011 года, а диск Шелтона Red River Blue стал № 1 в июле 2011 года). После свадьбы на первых местах побывали такие пары как Тим Макгро и Фэйт Хилл (женаты с октября 1996 года), Бейонсе и Jay Z (у каждого за это время было по 3 диска № 1; они женаты с апреля 2008 года).
Альбом дебютировал на первом месте в канадском хит-параде Canadian Albums Chart с тиражом в первую неделю релиза 9300 копий. 1 февраля 2016 года он был сертифицирован в платиновом статусе Американской ассоциацией звукозаписывающих компаний (RIAA). К сентябрю 2016 года тираж альбома превысил 850 000 копий в США.

## Список композиций
Источник: Sony Music Nashville.
| №                   | Название                                             | Автор(ы)                                      | Длительность |
| ------------------- | ---------------------------------------------------- | --------------------------------------------- | ------------ |
| 1.                  | «Girls»                                              | Николь Галион, Натали Хемби, Джимми Роббинс   | 3:35         |
| 2.                  | «Platinum»                                           | Миранда Ламберт, Галион, Хемби                | 3:11         |
| 3.                  | «Little Red Wagon»                                   | Одра Мэй, Джо Гинсберг                        | 3:24         |
| 4.                  | «Smokin’ and Drinkin’» (при участии Little Big Town) | Хемби, Люк Лэрд, Шейн Маканалли               | 5:30         |
| 5.                  | «Priscilla»                                          | Галион, Хемби, Роббинс                        | 3:26         |
| 6.                  | «Automatic»                                          | Ламберт, Галион, Хемби                        | 4:07         |
| 7.                  | «Bathroom Sink»                                      | Ламберт                                       | 4:05         |
| 8.                  | «Old Shit»                                           | Брент Кобб, Нил Мэйсон                        | 2:45         |
| 9.                  | «All That’s Left» (при участии The Time Jumpers)     | Дикси Холл, Том Т. Холл                       | 3:11         |
| 10.                 | «Gravity Is a Bitch»                                 | Ламберт, Скотти Рэй                           | 3:08         |
| 11.                 | «Babies Makin’ Babies»                               | Галион, Хемби, Роббинс                        | 2:56         |
| 12.                 | «Somethin’ Bad» (дуэт с Кэрри Андервуд)              | Крис ДеСтефано, Бретт Джеймс, Присцилла Ренеа | 2:49         |
| 13.                 | «Holding on to You»                                  | Ламберт, Джесси Александер, Эшли Монро        | 4:32         |
| 14.                 | «Two Rings Shy»                                      | Ламберт, Брэнди Кларк, Хизер Литтл            | 3:18         |
| 15.                 | «Hard Staying Sober»                                 | Ламберт, Хемби, Лэрд                          | 4:28         |
| 16.                 | «Another Sunday in the South»                        | Ламберт, Александер, Монро                    | 3:50         |
| Общая длительность: | Общая длительность:                                  | Общая длительность:                           | 58:15        |

## Чарты
| Чарт (2014—15)                           | Высшая позиция |
| ---------------------------------------- | -------------- |
| Австралия (ARIA)                         | 8              |
| Канада (Canadian Albums Chart)           | 1              |
| Великобритания (UK Country Albums Chart) | 2              |
| США (Billboard 200)                      | 1              |
| США (Billboard Top Country Albums)       | 1              |

| Чарт (2014)                         | Позиция |
| ----------------------------------- | ------- |
| США (Billboard 200)                 | 30      |
| США (Top Country Albums, Billboard) | 8       |

| Чарт (2015)                         | Позиция |
| ----------------------------------- | ------- |
| США (Billboard 200)                 | 76      |
| США (Top Country Albums, Billboard) | 15      |

| Чарт (2010—2019)                    | Позиция |
| ----------------------------------- | ------- |
| США (Billboard 200)                 | 174     |
| США (Top Country Albums, Billboard) | 43      |

## Синглы
| Год  | Сингл                  | Высшая позиция | Высшая позиция     | Высшая позиция | Высшая позиция | Высшая позиция |
| Год  | Сингл                  | US Country     | US Country Airplay | US             | CAN Country    | CAN            |
| ---- | ---------------------- | -------------- | ------------------ | -------------- | -------------- | -------------- |
| 2014 | «Automatic»            | 4              | 3                  | 35             | 1              | 34             |
| 2014 | «Somethin’ Bad»        | 1              | 7                  | 19             | 6              | 33             |
| 2015 | «Little Red Wagon»     | 5              | 16                 | 55             | 22             | 56             |
| 2015 | «Smokin’ and Drinkin’» | 32             | 33                 |                | 46             |                |

## Сертификации
| Регион | Сертификация | Продажи   |
| --- | ------------ | --------- |
| США (RIAA) | Платиновый   | 1 000 000 |
| * Данные о продажах приведены только на основе сертификации. · ^ Данные о тиражах приведены только на основе сертификации. · Данные о продажах + прослушиваниях приведены только на основе сертификации. |              |           |

### Комментарии
1. ↑  Если же учитывать и карьеру до свадьбы, то кроме Ламберт и Шелтона (а также Тим Макгро и Фэйт Хилл, Бейонсе и Jay Z) как минимум, ещё три пары имеют альбомы номер один. Это Бобби Браун (№ 1 был в 1989) и Уитни Хьюстон, но за 15 лет совместной жизни у Брауна не было чарттопперов. Гвен Стефани и Гэвин Россдэйл имели свои альбомы № 1, но не сольно, а в составе своих прежних групп No Doubt и Bush, соответственно, до женитьбы в 2002 году. Певица Аврил Лавин и Чед Крюгер (гитарист из группы Nickelback) оба имели свои альбомы № 1 ещё до свадьбы в 2012 году[33].